# گایگس د سبرینس
گایگس د سبرینس دهستانی در استان آبیلای اسپانیا است.
در این دهستان ۱۰۱ نفر زندگی می‌کنند. مساحت این دهستان ۴۳٫۲۱ کیلومتر مربع است.